# Theages decoram
Theages decoram är en fjärilsart som beskrevs av William Schaus 1910. Theages decoram ingår i släktet Theages och familjen björnspinnare. Inga underarter finns listade i Catalogue of Life.